# Oto Spinal Tap
Oto Spinal Tap – amerykański film fabularny z 1984 roku w reżyserii Roba Reinera. Film nakręcono w Pasadenie (Kalifornia) i Los Angeles.

## Fabuła
Film opowiada o karierze członków fikcyjnego angielskiego zespołu heavymetalowego Spinal Tap.

## Obsada
- Rob Reiner – Marty DiBergi
- Michael McKean – David St. Hubbins
- Christopher Guest – Nigel Tufnel
- Harry Shearer  – Derek Smalls
- Tony Hendra – Ian Faith
- R.J. Parnell – Mick Shrimpton
- Fran Drescher – Bobbi Flekman

## Nagrody i nominacje
Amerykański Instytut Filmowy:
29. miejsce na Liście 100 najśmieszniejszych amerykańskich filmów wszech czasów